# Rodriguezius simplex
Rodriguezius simplex är en skalbaggsart som först beskrevs av Waterhouse 1876.  Rodriguezius simplex ingår i släktet Rodriguezius och familjen långhorningar. Inga underarter finns listade i Catalogue of Life.